# Power Rangers: Samurai
Power Rangers Samurai é a décima oitava temporada de Power Rangers, baseada nas séries Super Sentai japonesas. A temporada foi a primeira a ser produzida pela SCG Power Rangers, depois que a Saban Brands (sucessora da empresa de produção original, Saban Entertainment) adquiriu a franquia. A temporada marca a estreia da franquia na Nickelodeon, em 7 de fevereiro de 2011, e concluída em 10 de dezembro do mesmo ano.
Samurai é baseada em Samurai Sentai Shinkenger e, de acordo com a imprensa, tem um tom mais brilhante e uma infusão de diversão e comédia que não estavam presentes nas temporadas anteriores. Também marca o retorno da série para o formato de temporadas. Power Rangers Super Samurai, a segunda temporada, estreou em 18 de fevereiro de 2012 e foi concluída em 15 de dezembro do mesmo ano, sendo considerada oficialmente a décima nona temporada da franquia.
No Brasil, Samurai estreou em 11 de Julho de 2011 na Nickelodeon, com dublagem dos estúdios Alcateia & Gramophone do Rio de Janeiro, sendo a última série da franquia dublada no estado. Super Samurai estreou em 6 de agosto de 2012, com dublagem dos estúdios BKS de São Paulo, sendo a primeira série da franquia dublada no estado.
Em Portugal, Samurai estreou em 12 de Novembro de 2011 no Nickelodeon, com dobragem nos estúdios 112 Studios, e também foi exibida nos canais SIC e SIC K.

## No Brasil
Na TV aberta, começou a ser exibido no dia 03 de outubro de 2011 pela Rede Bandeirantes, em Dezembro na mesma emissora, a série voltava a ser exibida às 15h, sucedendo Power Rangers: SPD e iniciou sua reexibição em março de 2012, aos sábados à tarde. Ainda na Band em abril de 2012, Samurai voltou a ser exibida diariamente, substituindo Mighty Morphin Power Rangers e que também sucedeu Power Rangers: Zeo em setembro de 2012 e a primeira temporada de Samurai foi ocupada por Power Rangers Turbo em outubro de 2012.
Depois de 8 anos do seu último lançamento pela distribuidora Buena Vista, os DVDs da série Power Rangers voltaram ao mercado brasileiro no dia 25 de abril de 2013. O lançamento não tem o padrão americano, como era de costume ser lançado desde Power Rangers: Galáxia Perdida (ainda em VHS). Como não houve lançamentos de outros volumes ou temporadas no mercado, bem como os DVDs das temporadas Força Mística, Operação Ultraveloz, Fúria da Selva e RPM. Apesar de terem sido lançados somente nos Estados Unidos, não houve lançamentos no Brasil depois do quinto e último volume de Power Rangers S.P.D. A distribuidora dos DVDs desta temporada é a Warner Home Video.

## História

### 1ª Temporada (Samurai)
A historia se passa em Panorama City, Califórnia e se trata da luta de Jayden Shiba/ Ranger Samurai Vermelho, Emily/ Ranger Samurai Amarela, Kevin/ Ranger Samurai Azul, Mike/ Ranger Samurai Verde, Mia Watanabe/ Ranger Samurai Rosa e Antonio Garcia/ Ranger Samurai Dourado, lutando contra o mestre do mal, Xandred e as forças do mundo inferior. Uma nova geração de Power Rangers deve dominar os antigos e místicos Símbolos dos Poderes Samurais que lhes dão controle sobre os elementos do Fogo, Água, Céu, Terra, Floresta e Luz (símbolos de poderes invocados digitalmente). Sob a orientação de seu mentor que tudo sabe e a ajuda de seus devotados Zords animais como Lula, Zord-garra, Besouro, Peixe-espada, Tigre, Leão, Urso, Dragão, Macaco, Tartaruga.

### 2ª Temporada (Super Samurai)
A temporada se inicia como uma continuação direta da anterior, a água do rio Sanzu começa aparecer na cidade e sofre mudanças como a cor da água é vermelha e perigosa, pois qualquer coisa que a água toca pode ser destruída. Além disso, a água do rio deixa os monstros mais poderosos e descontrolados. Antonio (Ranger Dourado) descobriu uma caixa onde estava preso o poder Super Samurai, e o segredo de Jayden chegando cada vez mais perto da revelação. A caixa negra finalmente é liberada, permitindo que os rangers usem o super poder. Eles invocam o modo Super Mega cujo chamados de Shogun durante os últimos ataques à cada batalha. Deker sobrevive da sua derrota na última batalha e faz pacto com Serrator, novo inimigo da equipe Samurai. Mestre Xandred retorna com suas novas formas de força, mas que no fim da série, finalmente é derrotado pelos heróis que se destinaram cada um.

## Episódios
| Power Rangers Samurai (2011)       | Power Rangers Samurai (2011)          | Power Rangers Samurai (2011)        | Power Rangers Samurai (2011)                          | Power Rangers Samurai (2011) |
| Nº do episódio                     | Título original                       | Título em português                 | Monstro(s) dos Episódios                              |                              |
| ---------------------------------- | ------------------------------------- | ----------------------------------- | ----------------------------------------------------- | ---------------------------- |
| 01º                                | Origins, Part 1                       | Origens, 1ª Parte                   | Tooya                                                 |                              |
| 02º                                | Origins, Part 2                       | Origens, 2ª Parte                   | Scorpionic e Moogers Gigantes                         |                              |
| 03º                                | The Team Unites                       | A Equipe se Reúne                   | Rofer                                                 |                              |
| 04º                                | Deal With A Nighlok                   | Enfrentando um Nighlok              | Doubletone                                            |                              |
| 05°                                | Day Off                               | Dia de Folga                        | Dradhead                                              |                              |
| 06º                                | Sticks and Stones                     | Paus e Pedras                       | Negatron                                              |                              |
| 07º                                | Fish Out of Water                     | Um Peixe Fora D'água                | Yamiror                                               |                              |
| 08º                                | There Go the Brides                   | Lá Vem as Noivas                    | Dayu e Deker                                          |                              |
| 09º                                | I've Got a Spell on Blue              | Feitiço Azul                        | Madimot                                               |                              |
| 10º                                | Forest for the Trees                  | No Meio da Floresta                 | Desperaino                                            |                              |
| 11º                                | Test of the Leader                    | Um Teste para o Líder               | Robtish                                               |                              |
| 12º                                | Jayden's Challenge                    | O Desafio de Jayden                 | Robtish                                               |                              |
| 13º                                | Unexpected Arrival                    | Visita Inesperada                   | Vulpes                                                |                              |
| 14º                                | Room For One More                     | Vaga Para Mais Um                   | Steeleto                                              |                              |
| 15º                                | The Blue And The Gold                 | O Azul e o Dourado                  | Antberry                                              |                              |
| 16º                                | Team Spirit                           | Espírito de Equipe                  | Splitface                                             |                              |
| 17º                                | The Tengen Gate                       | O Portão Tengen                     | Arachnitor e Octoroo                                  |                              |
| 18º                                | Boxed In                              | Encaixotado                         | Arachnitor                                            |                              |
| 19º                                | Broken Dreams                         | Sonhos Desfeitos                    | Rhinosnoru e Dayu                                     |                              |
| 20º                                | The Ultimate Duel                     | O Duelo Definitivo                  | Rhinosnoru e Deker                                    |                              |
| 21º                                | Party Monsters                        | Monstros Festeiros                  | Monstros que já foram derrotados pelos rangers        |                              |
| 22º                                | Christmas Together, Friends Forever   | Unidos no Natal, Amigos para Sempre | Nenhum                                                |                              |
| Filme                              | Clash of the Red Rangers              | A Batalha dos Rangers Vermelhos     | Professor Cog, General Gut, Sargento Tread e Sharkjaw |                              |
| Power Rangers Super Samurai (2012) |                                       |                                     |                                                       |                              |
| 01º                                | Super Samurai                         | Super Samurai                       | Arachnitor                                            |                              |
| 02º                                | Shell Game                            | A Carapaça                          | Serrator e Papyron                                    |                              |
| 03°                                | Trading Places                        | Trocando as Bolas                   | Armadeevil                                            |                              |
| 04º                                | Something Fishy                       | Coisa de Pescador                   | Switchbeast                                           |                              |
| 05º                                | The Rescue                            | O Resgate                           | Eyescar                                               |                              |
| 06º                                | The BullZord                          | Zord Touro                          | Crustor                                               |                              |
| 07º                                | He Ain't Heavy Metal, He's My Brother | Não é Heavy Metal, é meu Irmão      | Serrator e Papyron                                    |                              |
| 08º                                | Kevin's Choice                        | A Escolha                           | Skarf                                                 |                              |
| 09º                                | Runaway Spike                         | Spike, o Fugitivo                   | Duplicator                                            |                              |
| 10º                                | The Strange Case of the Munchies      | O Estranho Caso dos Comilões        | Grinataur                                             |                              |
| 11º                                | A Sticky Situation                    | Grudados                            | Epoxar                                                |                              |
| 12º                                | Trust Me                              | Confiança                           | Maldan e Soldados Moogies atiradores                  |                              |
| 13º                                | The Master Returns                    | O Retorno do Mestre                 | Serrator e Mestre Xandred                             |                              |
| 14º                                | A Crack In The World                  | Uma Fenda no Mundo                  | Serrator                                              |                              |
| 15º                                | Stroke Of Fate                        | Golpe do Destino                    | Pestilox                                              |                              |
| 16º                                | Fight Fire With Fire                  | Fogo Contra Fogo                    | Trickster                                             |                              |
| 17º                                | The Great Duel                        | O Duelo                             | Deker e Fiera                                         |                              |
| 18º                                | Evil Reborn                           | O Mal Renasce                       | Dayu e Deker                                          |                              |
| 19º                                | The Sealing Symbol                    | O Símbolo Selante                   | Mestre Xandred                                        |                              |
| 20º                                | Samurai Forever                       | Samurai Para Sempre                 | Mestre Xandred                                        |                              |
| 21º                                | Trickster Treat                       | Travessuras de Haloween             | Gigertox                                              |                              |
| 22º                                | Stuck on Christmas                    | Presente de Natal                   | Gred                                                  |                              |

- As partes cinzas são os que já exibiram no Brasil. Foi exibido durante o mês de outubro e na semana de natal, no mês de Dezembro.

## DVDs lançados

### Nos Estados Unidos
DVDs Power Rangers Samurai
- Vol 1. The Team Unites (A Equipe se Reúne)
- Vol 2. A New Enemy (Um Novo inimigo)
- Vol 3. A Team Divided (Uma equipe dividida)
- Vol 4. The Sixth Ranger (O Sexto Ranger)
- Monster Bash (Pancada de Monstro)
- Christmas Together, Friends Forever (Unidos no Natal, Amigos para Sempre)
- Complete Season (DVD Box com todos os episódios)
- Clash of the Red Rangers: The Movie (A Batalha dos Rangers Vermelhos, O filme)

DVDs Power Rangers Super Samurai
- Vol 1. The Super Powered Black Box (A Super poderosa Caixa Preta)
- Vol 2. Super Showdown (Super Confronto)
- Vol 3. Rise of the Bullzoka (O nascimento do Bullzoka)
- Vol 4. Secret of the Red Ranger (O Segredo do Ranger Vermelho)
- A Christmas Wish (Um Desejo de Natal)
- Complete Season (DVD Box com todos os episódios)

Nota: As escritas entre parênteses, são apenas traduções.

### No Brasil
Power Rangers Samurai - Rangers Juntos, Samurais Para Sempre - Temporada 18
- São três DVDs compondo os 20 (ou 22) episódios somente na primeira temporada;
- Ele não possui títulos específicos nos volumes lançados como no lançamento americano;
- Com a chegada do terceiro, foi lançado um box de três volumes.

Power Rangers Super Samurai - Super Potência - Temporada 19, Vol. 1
- O lançamento tem previsão para 24 de abril de 2014, segundo o site Mega Power Brasil.

## Personagens
| Ator / Atriz | Ator / Atriz         | Personagem     | Designação              | Poder    | Símbolo | Arquétipo   |
| ------------ | -------------------- | -------------- | ----------------------- | -------- | ------- | ----------- |
|              | Alex Heartman        | Jayden Shiba   | Ranger Samurai Vermelho | Fogo     | 火      | Normal      |
|              | Najee De-Tiege       | Kevin          | Ranger Samurai Azul     | Água     | 水      | Esportista  |
|              | Erika Fong           | Mia Watanabe   | Ranger Samurai Rosa     | Céu      | 天      | Normal      |
|              | Hector David Jr.     | Mike           | Ranger Samurai Verde    | Floresta | 木      | Rival       |
|              | Brittany Anne Pirtle | Emily          | Ranger Samurai Amarela  | Terra    | 土      | Normal      |
|              | Steven Skyler        | Antonio Garcia | Ranger Samurai Dourado  | Luz      | 光      | Intelectual |
|              | Kimberley Crossman   | Lauren Shiba   | Ranger Samurai Vermelha | Fogo     | 火      | Normal      |

### História dos Rangers
Nome Completo: Jayden Shiba
Posição no Grupo: Líder
Ranger: Samurai Vermelho
Poder: Fogo
Arma: Canhão-fogo, Bullzooka e Espada Tubarão.
Zords: Zord Leão, Zord Tigre Branco, Zord Tubarão e Zord Touro
Informações: Jayden é o 18º líder dos Rangers Samurais, descedente do clã Shiba. Ele passou sua vida inteira treinando com o Mentor Ji. O Pai de Jayden, que foi o antigo Ranger Vermelho, usou o símbolo selante da família do sobrenome homônimo para selar temporariamente o Mestre Xandred. Logo antes de sua morte, seu pai passou os poderes de Ranger Vermelho para seu filho. Jayden decidiu morar na casa Shiba com Mentor. No fim da série, ele ganha uma guitarra de presente e toca a música-tema junto com Mentor.
Nome Completo: Kevin
Posição no Grupo: Segundo na Liderança
Ranger: Samurai Azul
Poder: Água
Arma: Hidro-arco
Zords: Zord Dragão e Zord Peixe Espada
Informações: Também da 18ª geração de Rangers Samurais, antes, Kevin tinha o sonho de nadar nas Olimpíadas. Ele treinou duro com seu pai. Seu pai recebeu o telefonema do Mentor Ji e passou sua responsibilidade ao Kevin. Ele vive uma vida muito disciplinada no seu treinamento. Passando a cada minuto com a mesma rotina de treinamento, correr, e lendo seu livro favorito. Kevin acredita que há uma certa maneira de fazer tudo no código samurai. No fim da série, Kevin volta as atividades esportivas como a natação.
Nome Completo: Mia Watanabe 
Posição no Grupo: Normal
Ranger: Samurai Rosa
Poder: Ar
Arma: Leque-céu
Zords:Zord Tartaruga
Informações: Mia é uma moça confiante, a sensível e carismática irmã mais velha para o grupo, ela adora cozinhar, mas ninguém é fã de sua culinária. Kevin comprou-lhe um livro de receitas para o Natal. Seu irmão é integrante de uma banda de Rock e que ainda tinha sua musicalidade na infância. Mia faz um curso de gastronomia após suas sagas destemíveis como Ranger Rosa.
Nome Completo: Mike
Posição no Grupo: Normal
Ranger: Samurai Verde
Poder: Plantas
Arma: Lança-floresta
Zords: Zord Urso e Zord Besouro
Informações: Mike não é um encrenqueiro, mas é um pouco rebelde. Gosta de sair com seus amigos para jogar fliperama. Além dele ser um Ranger muito talentoso, possui espírito livre da natureza e tem senso de humor, por isso, nem sempre se alinha com os seus colegas samurais. E além de ser um ótimo dançarino, é apaixonado por Emily, revelando isso no final da temporada. No fim das contas, Mike decide ir morar com Emily e acompanhá-la na mudança.
Nome Completo: Emily
Posição no Grupo: Normal
Ranger: Samurai Amarela
Poder: Terra
Arma: Fatiador da Terra
Zords: Macaco
Informações: A mais carismática do grupo, sua irmã Serena estava destinada para a equipe, mas a doença de Serena forçou Emily a tomar seu lugar. Embora ela seja doce e inocente, a paixão da equipe e da agitação da cidade inspira Emily a treinar duro e se fazer uma samurai orgulhosa. No fim, ela mostra que tem uma queda por Mike, decidindo ir pra casa acompanhada por ele, já que vai se mudar e cuidar da irmã.
Nome Completo: Antonio Garcia
Posição no Grupo: Normal
Ranger: Samurai Dourado
Poder: Luz
Arma: Lâmina Barracuda
Zords: Zord Octo, Zord Garra e Zord Luz
Informações: Ele é um pescador, além de um bom vendedor de peixes e assistente técnico, Antonio é amigo de infância de Jayden. Já reforçou uma vez, cantando e tocando na banda Rebeldes do Rock, do irmão da Mia. Antonio recebe um convite para ir a um festival de pesca no fim da série.
Nome Completo: Lauren Shiba
Posição no Grupo: Líder
Ranger: Samurai Vermelho
Poder: 2 Fogo
Arma: Canhão-fogo, Bullzooka e Espada Tubarão.
Zords: Zord Leão, Zord Tigre Branco e Zord Tubarão
Informações: Lauren foi a substituta temporária de seu irmão mais novo, Jayden. Durante a grande batalha contra o Mestre Xandred, Mentor Ji ajudou Lauren escapar com o morfador Shiba. Como Jayden assumiu o lugar temporário de Ranger Vermelho, Lauren foi treinada em segredo para dominar o símbolo de vedação. Lauren se tornou a líder dos Power Rangers, quando Jayden deixava a casa Shiba por algum tempo após a última batalha com Deker. No fim, Lauren se despede de Jayden e Mentor Ji, ela diz que não é boa de se despedir ou de dizer oi ao restante.

## Dubladores

### Observações
- A dublagem da primeira temporada teve a direção de Fernanda Baronne e foi realizada nos estúdios Alcateia & Gramophone do Rio de Janeiro;
- A dublagem da segunda temporada teve a direção de Márcia Gomes com a tradução de Nelson Forçan e foi realizada nos estúdios BKS de São Paulo;
- A dublagem de Portugal teve a direcção de Vítor Oliveira (Samurai) e Saul Gaspar (Super Samurai) e foi realizada nos estúdios 112 Studios.

| Personagem | Personagem     | Dublador/a (Samurai)  | Dublador/a (Super Samurai) | Dublador/a (Portugal) | Outros Trabalhos (Portugal)                 |
| ---------- | -------------- | --------------------- | -------------------------- | --------------------- | ------------------------------------------- |
|            | Jayden Shiba   | McKeidy Lisita        | Thiago Zambrano            | Ricardo Monteiro      | Macao (Fairy Tail); Dr. Eggman (Sonic Boom) |
|            | Lauren Shiba   |                       | Tatiane Keplmair           | Bárbara Lourenço      | Nami (One Piece); Sakura (Naruto)           |
|            | Kevin          | Reinaldo Buzzoni      | Leonardo Caldas            | Quimbé                | Kakashi (Naruto); Mihawk (One Piece)        |
|            | Emily          | Ana Elena Bittencourt | Flora Paulita              | Catarina Mago         |                                             |
|            | Mike           | Paulo Mathias Jr.     | Bruno Mello                | Pedro Santos          | Heihachi (Samurai 7)                        |
|            | Mia Watanabe   | Fernanda Baronne      | Márcia Regina              | Judite Dias           |                                             |
|            | Antonio Garcia | Fernando Lopes        | Guilherme Marques          | Tiago Retrê           | Syaoran Li (Tsubasa: Reservoir Chronicle)   |
|            | Mentor Ji      | Hercules Franco       | Élcio Sodré                | Tiago Castro          | Souma e Genbu (Saint Seiya Omega)           |
|            | Bulk           | Mauro Ramos           | Paulo Porto                | Paulo Espírito Santo  | Bojack e Omega Shenron (Dragon Ball Z/GT)   |
|            | Spike          | Gustavo Nader         | Fábio Lucindo              | Peter Michael         | Aoshi e Saito (Samurai X); Sasuke (Naruto)  |
|            | Xandred        | Ronaldo Júlio         | Roberto Prates             | Tiago Retrê           | Syaoran Li (Tsubasa: Reservoir Chronicle)   |
|            | Octoroo        | Eduardo Dascar        | Ricardo Teles              | Paulo Espírito Santo  | Bojack e Omega Shenron (Dragon Ball Z/GT)   |
|            | Dayu           | Flávia Saddy          | Lúcia Helena               | Bárbara Lourenço      | Nami (One Piece); Sakura (Naruto)           |
|            | Deker          | Ricardo Schnetzer     | Marco Antônio Abreu        | Peter Michael         | Aoshi e Saito (Samurai X); Sasuke (Naruto)  |
|            | Serrator       |                       | Vagner Santos              |                       |                                             |
|            | Skull          |                       |                            | Quimbé                | Kakashi (Naruto); Mihawk (One Piece)        |

## Armas
| Ranger                   | Armas |
| ------------------------ | --- |
| Jayden (Ranger Vermelho) | Espada Samurai, Mega Lâmina Canhão Fogo (muda de modalidade inserindo os discos do Peixe-Espada, Besouro ou Tigre), Ataque Tubarão e Bullzooka |
| Lauren (Ranger Vermelha) | Espada Samurai, Mega Lâmina Canhão Fogo (muda de modalidade inserindo os discos do Peixe-Espada, Besouro ou Tigre), Ataque Tubarão e Bullzooka |
| Kevin (Ranger Azul)      | Espada Samurai, Mega Lâmina e Arco Água (nova modalidade com o disco Peixe-Espada)                                                             |
| Mike (Ranger Verde)      | Espada Samurai, Mega Lâmina e Lança Floresta (Habilidade de Criar uma tempestade de Folhas)                                                    |
| Emily (Ranger Amarela)   | Espada Samurai, Mega Lâmina, Força Símbolo Pedra e Cortador Terra (Unido à Força Símbolo Pedra vira um canhão disparador de pedra)             |
| Mia (Ranger Rosa)        | Espada Samurai, Mega Lâmina e Leque Céu (Capacidade de Criar uma ventania verde carregando folhas ou rosa carregando petalas de rosas)         |
| Antônio (Ranger Dourado) | Lâmina Barracuda, Mega Lâmina e Zord Luz (Capacidade de lançar múltiplos discos ao mesmo tempo)                                                |

- Espada Samurai
Espada primária dos primeiros cinco rangers. Nela os rangers podem colocar qualquer disco.
  - Super Espada Samurai
É a combinação da Espada Samurai com a Caixa Preta. Pode executar os mesmos ataques de antes, porém muito mais potentes.
- Mega Lâmina
É a espada primária do modo Mega.
  - Super Mega Lâmina
É a combinação da Mega Lâmina com a Caixa Preta. Aumenta o poder dos megazords.
- Canhão Fogo
É a arma primária do ranger vermelho. Possui dois modos: modo espada e modo canhão. No modo espada é energizado somente pelo disco do leão. No modo canhão os rangers colocam os cinco discos e mais um extra para ativar as modalidades.
  - Canhão Besouro de Cinco Discos
Quando energizado pelo disco do besouro e pelos discos do leão, dragão, urso, macaco e tartaruga, o canhão fogo ativa esse modo em que projeta o holograma de um besouro indo ao inimigo até destruí-lo.
  - Canhão Peixe-espada de Cinco Discos
Quando energizado pelo disco do peixe-espada e pelos discos do leão, dragão, urso, macaco e tartaruga, o canhão fogo ativa esse modo em que projeta o holograma de um peixe-espada indo ao inimigo até destruí-lo.
  - Canhão Tigre de Cinco Discos
Quando energizado pelo disco do tigre e pelos discos do leão, dragão, urso, macaco e tartaruga, o canhão fogo ativa esse modo em que projeta o holograma de um tigre indo ao inimigo até destruí-lo.
  - Canhão Octo de Cinco Discos
Quando energizado pelo disco do octo e pelos discos do leão, dragão, urso, macaco e tartaruga, o canhão fogo ativa esse modo em que projeta o holograma de uma lula indo ao inimigo até destruí-lo.
  - Octo Canhão Multi-Disco
Quando energizado pelo disco do garra e pelos discos do leão, dragão, urso, macaco, tartaruga e octo, o canhão fogo ativa esse modo em que projeta o holograma de uma lagosta indo ao inimigo até destruí-lo.
- Arco Água
É a arma primária do ranger azul. É normalmente energizado pelo disco do dragão. Quando energizado pelo disco do peixe-espada possui o poder de cura.
- Lança Floresta
É a arma primária do ranger verde. É normalmente energizada pelo disco do urso.
- Cortador Terra
É a arma primária da ranger amarela. É normalmente energizado pelo disco do macaco.
- Leque Céu
É a arma primária da ranger rosa. É normalmente energizado pelo disco da tartaruga.
- Lâmina Barracuda
É a arma primária do ranger dourado. É normalmente energizada pelo disco da lâmina barracuda. Possui a capacidade de acertar o inimigo diversas vezes em poucos segundos.
- Zord Luz
É a arma secundária do ranger dourado. Pode lançar vários discos acertando o inimigo além de incluir uma espada.
- Bullzooka
É a arma secundária do ranger vermelho. É uma bazooka com o estilo do zord touro. É energizada pelo disco da Bullzooka.
  - Super Bullzooka
É a combinação da Bullzooka com a Super Espada Samurai. Projeta um touro indo até o inimigo.
  - Lança Shogun
É a combinação da Bullzooka com a Mega Lâmina e a arma do modo Shogun. Faz os ataques dos megazords serem mais rápidos e ainda mais potentes.

## Zords e Foldingzords
- Superzords: Os zords Samurais são origamis invocados dos Discos dos Rangers, além de existem também três outros discos. O Ranger Dourado possui o zord Octo e o Garra.

| Ranger Samurai | Ranger Samurai | 1º Zord        | 2º Zord           | 3º Zord      | 4º Zord    |
| -------------- | -------------- | -------------- | ----------------- | ------------ | ---------- |
|                | Vermelho/a     | Zord Leão      | Zord Tigre        | Zord Tubarão | Zord Touro |
|                | Azul           | Zord Dragão    | Zord Peixe-Espada |              |            |
|                | Verde          | Zord Urso      | Zord Besouro      |              |            |
|                | Amarela        | Zord Macaco    |                   |              |            |
|                | Rosa           | Zord Tartaruga |                   |              |            |
|                | Dourado        | Octo Zord      | Zord Garra        | Zord Luz     |            |

### Zords Primários
- Zord Leão: Zord principal do Ranger Vermelho. Seu símbolo é 火 (fogo). Tem a forma de um pentágono. Seu ataque final é a fúria pentagonal.
- Zord Dragão: Zord principal do Ranger Azul. Seu símbolo é 水 (água). Tem a forma de um hexágono e pode soltar fogo azul pela boca.
- Zord Urso: Zord principal do Ranger Verde. Seu símbolo é 木 (floresta ou madeira). Tem a forma de um quadrado.
- Zord Macaco: Único zord da Ranger Amarela. Seu símbolo é 土 (solo ou terra). Tem a forma de um triângulo. Possui grande habilidade para escalar. No megazord, junto com o zord dragao, pode usar o ataque "Força do Macaco".
- Zord Tartaruga: Único zord da Ranger Rosa. Seu símbolo é 天 (céu). Tem a forma de um circulo e possui a capacidade de voar. Pode formar tornados. No megazord, junto com o zord macaco, pode usar o ataque "Força feminina". Também pode saltar sozinho do megazord para executar o "Golpe aéreo da tartaruga".

### Zords Secundários
- Zord Besouro: Segundo zord do Ranger Verde (quem o usou pela primeira vez foi o Ranger Vermelho, porém quando se necessitou de outro ranger para executar a combinação "Asa de Batalha Samurai" passou a ser do ranger verde). Pode girar a sua cabeça e agarrar o inimigo. Também pode lançar lasers à loga distância. Forma a parte direita da Asa de Batalha Samurai. O disco do besouro pode transformar o canhão fogo do Ranger Vermelho.
- Zord Peixe-espada: Segundo zord do Ranger Azul. Possui a habilidade de curar qualquer doença. Pode lançar torpedos. Forma a parte esquerda da Asa de Batalha Samurai. O disco do peixe-espada pode turbinar o canhão fogo do ranger vermelho.
- Zord Tigre: Segundo Zord do Ranger Vermelho. Suas quatro patas são brocas capazes de criar abismos. Forma a parte central da Asa de Batalha Samurai. O disco do tigre pode turbinar o canhão fogo.

### Zords do Ranger Dourado
- Zord Octo: Primeiro zord do Ranger Dourado. É uma lula e possui um ataque de tinta que inimigos invisíveis ficarem visíveis. Também pode voar. Antônio o chama com seu morfador além de se comunicar com ele pelo mesmo. Jayden deu o zord a Antônio quando os dois eram pequenos. O disco do zord octo pode turbinar o canhão fogo do ranger vermelho.
- Zord Garra: Segundo zord do Ranger Dourado. É uma lagosta. Pode agarrar os inimigos com suas garras e lançar discos delas. Virando o disco na cabine de controle se transforma no "Zord Garra de Batalha (Leste, Sul, Oeste e Norte)", seu modo megazord. O disco do zord garra também pode turbinar o canhão fogo do Ranger Vermelho.
- Zord Luz: Terceiro zord do Ranger Dourado. Quando está pequeno pode ser usado como uma arma: uma espada e uma lanterna que lança discos ou simplesmente deixado ao lado do ranger dourado na cabine do megazord. Diferente dos outros zords, o zord luz não tem disco que o represente. Ao invés disso ele guarda discos dentro da lanterna. Como arma seu ataque final é o "Golpe Brilhante". Pode se transformar sozinho no Megazord Luz. A parte da lanterna vira o corpo e as pernas, enquanto a espada vira os braços.

### Zord Tubarão
- Zord Tubarão: Terceiro zord do Ranger Vermelho. Pode ser usado como uma arma, a "Espada Tubarão". Também proporciona ao ranger que está usando-o o moto "Ataque Tubarão" que dá ao ranger um casaco igual ao do modo "Super Samurai", porém vermelho. Na cabine do megazord, também faz o ranger ficar no modo "Mega Tubarão". O zord possui quatro pernas e pode morder inimigos, além de ter a capacidade de se esticar o quanto quiser.

### Zord Touro
- Zord Touro: Quarto zord do Ranger Vermelho e último da série. É um touro com um suporte atrás onde o Megazord Samurai pode subir em cima. Possui mísseis e uma metralhadora no modo zord e megazord. Na parte de trás possui dois discos: o disco do Touro e o disco do Gigazord. No modo megazord pode energizar o disco do touro e executar seu ataque final: a "Explosão Rotativa". Tem a capacidade de unir todos os zords (menos o zord luz).

## Megazords
| Megazord                                   | Zords                                                                                             |
| ------------------------------------------ | ------------------------------------------------------------------------------------------------- |
| Megazord Samurai                           | Leão, Dragão, Urso, Macaco e Tartaruga                                                            |
| Megazord Bomba Besouro                     | Leão, Dragão, Urso, Macaco, Tartaruga e Besouro                                                   |
| Megazord Esgrimista Peixe-Espada           | Leão, Dragão, Urso, Macaco, Tartaruga e Peixe-Espada                                              |
| Megazord Manobra Tigre                     | Leão, Dragão, Urso, Macaco, Tartaruga e Tigre                                                     |
| Asa de Batalha                             | Besouro, Peixe-Espada e Tigre                                                                     |
| Megazord Asa de Batalha                    | Leão, Dragão, Urso, Macaco, Tartaruga, Besouro, Peixe-Espada e Tigre                              |
| Megazord Octo Lança                        | Leão, Dragão, Urso, Macaco, Tartaruga e Octo                                                      |
| Zord Garra de Batalha (Leste, Oeste e Sul) | Zord Garra                                                                                        |
| Zord Garra de Batalha (Norte)              | Zord Garra e Octo                                                                                 |
| Megazord Tubarão Samurai                   | Leão, Dragão, Urso, Macaco, Tartaruga e Tubarão                                                   |
| Megazord Garra Blindado                    | Leão, Dragão, Urso, Macaco, Tartaruga e Zord Garra                                                |
| Artilharia Super Samurai                   | Besouro, Peixe-Espada, Tigre e Octo                                                               |
| Megazord da Luz                            | Zord Luz                                                                                          |
| Megazord Samurai da Luz                    | Zord Luz, Dragão, Urso, Macaco e Tartaruga                                                        |
| Megazord Touro                             | Zord Touro                                                                                        |
| Megazord Samurai no Zord Touro             | Leão, Dragão, Urso, Macaco, Tartaruga e Zord Touro                                                |
| Gigazord Samurai                           | Leão, Dragão, Urso, Macaco, Tartaruga, Besouro, Peixe-Espada, Tigre, Octo, Garra e Touro          |
| Gigazord Tubarão Samurai                   | Leão, Dragão, Urso, Macaco, Tartaruga, Besouro, Peixe-Espada, Tigre, Octo, Garra, Touro e Tubarão |

- Megazord Samurai: É o primeiro megazord da série composto pelos primeiros cinco zords dos rangers. Possui um escudo e uma espada. Pode fazer o ataque "Força feminina" com os zords Macaco e Tartaruga transformado-os, respectivamente, em um triângulo e um círculo, fazendo-os jogar lasers. O zord Tartaruga pode desacoplar-se para executar o "Golpe aéreo da tartaruga". Também pode lançar fogo pelo zord Leão. Seu ataque final é o "Corte Samurai", em que atinge o inimigo com sua espada.

- Megazord Bomba Besouro: É a combinação entre o Megazord e o zord Besouro. Nesse modo usa a espada e o escudo. Pode lançar lasers pelo capacete. Seu ataque final é o "Bomba Giratória Besouro", em que o capacete formado pela cabeça do Besouro se fecha e a cabeça começa a girar, soltando uma bola de fogo.

- Megazord Esgrimista Peixe-Espada: É a combinação entre o Megazord e o zord Peixe-espada. O poder do zord Peixe-espada pode fazer a espada ficar com duas pontas. Também pode lançar torpedos. Seu ataque final é o "Golpe Peixe-espada", em que a espada (com só uma ponta) vai em cima do capacete feito a partir da cabeça do Peixe-espada e o Megazord se abaixa para atingir o inimigo.

- Megazord Manobra Tigre: É a combinação entre o Megazord e o zord Tigre. Nesse modo usa somente a espada. Seu ataque final é o "Ataque Manobra Tigre!", em que o Megazord avança até o inimigo e o atinge com as garras giratórias do Tigre.

- Asa de Batalha: É a combinação dos zords Besouro, Peixe-espada e Tigre. Pode voar a grandes alturas. Pode usar suas asas para atingir o inimigo e soltar lasers pela peça do zord Tigre acoplada a cabeça. Seu ataque final é o "Ataque Final", em que os discos dentro de cada zord começam a girar e formam arcos no céu por onde a combinação passa e destrói o inimigo.

- Megazord Asa de Batalha: É a combinação ente o Megazord e a Asa de Batalha. Nesse modo pode usar a espada. Pode voar a grandes alturas e lutar até mesmo no céu. Seu ataque final é o "Golpe Voador", onde o Megazord voa muito alto e os discos dentro dos zords Besouro, Peixe-espada e Tigre começam a girar, energizando a espada enquanto o Megazord desce em grande velocidade e atinge o inimigo.

- Megazord Octo Lança: É a combinação entre o Megazord e o zord Octo. Pode atingir o inimigo com a cabeça do Octo e usá-la como um escudo. Os tentáculos do Octo podem lançar um bafo tão frio que congelam o inimigo. Seu ataque final é o "Corte Samurai", porém diferentemente do Megazord Samurai, o ataque é executado depois que dos tentáculos do Octo são energizados por raios e a energia é transferida à cabeça do zord Octo e a mesma atinge o inimigo.

- Zord Garra de Batalha: É o modo megazord do zord Garra. Possui quatro modos determinados pelo ranger dourado na cabine de comando.
  - Leste: Sua forma primária. Sua cara é vermelha. Seu ataque final é o "Ataque Garra de Batalha", em que o as garras do modo zord são usadas para atingir o inimigo.
  - Oeste: Sua segunda forma. Possui uma cara verde e sem chifres, diferentemente das outras. Possui um escudo formado a partir do rabo do modo zord.
  - Sul: Sua terceira forma. Possui uma cara azul e duas espadas formadas a partir da cabeça do modo zord. Seu ataque é o "Golpe Katana Dupla"(este ataque já foi usado como um ataque final, porém somente com outros megazords).

- Zord Garra de Batalha Norte: É a combinação entre os zords Garra e Octo e também é a quarta forma do Zord Garra de Batalha. Sua cara é dourada e vermelha. Ataca com zord Octo usando-o como uma lança. Seu ataque final é o "Octo Spear, Charge", em que energiza a lança e ataca o inimigo.

- Megazord Tubarão Samurai: É a combinação entre o Megazord e o zord Tubarão. Só possui um ataque, o comando "Espada Tubarão, cortar!", também seu ataque final em que o Megazord o usa ao invés da espada normal para acabar com o inimigo.

- Megazord Garra Blindado: É a combinação entre o Megazord Samurai e o Zord Garra de Batalha. Pode lançar lasers pela parte com os símbolos dos zords Leão, Macaco e Tartaruga. Possui as duas espadas usadas pelo Zord Garra de Batalha Sul e as usa no seu ataque final, o "Double Katana Strike". Quando o monstro Trickster prendeu os rangers no mundo dos sonhos os rangers usaram o Megazord com um pincel e escreveram "Força Símbolo, Escudo!" para fazer um escudo.

- Artilharia Super Samurai: É a combinação dos zords Besouro, Peixe-espada, Tigre e Octo, formando o Canhão de Batalha Samurai. Essa combinação é usada como o segundo ataque final do Megazord Garra Blindado, o "Battle Cannon Blast", também podendo ser turbinado pelo modo Shogun.

- Megazord da Luz: É o modo megazord do zord Luz. Diferente dos outros, ele é um megazord "automático", sem ninguém tendo que pilotá-lo por dentro. Possui grande habilidade nos movimentos, muitas vezes usando seus braços e suas pernas para atingir o inimigo. Pode contrair o seu torso para se abaixar e do mesmo lançar uma luz ofuscante. Pode pular bem alto e atacar com um super giro e também pode acertar o inimigo com seus discos. Seu ataque final é o "Scattershot", onde lança dezenas de discos até cortar o inimigo em pedaços.

- Megazord Samurai da Luz: É a combinação dos zords Dragão, Urso, Macaco e Tartaruga com o Megazord da Luz. Tem as mesmas habilidades do Megazord da Luz, porém ataca com um disco muito mais poderoso que se multiplica.

- Megazord Touro: É o modo megazord do zord Touro. Possui grande resistência. Pode atirar pelos seus ombros. Também pode usar uma versão gigante da Bullzooka e uma metralhadora. Seu ataque final é o "Revolving Laser Blaster" (podendo ser energizado pelo modo Shogun), em que o disco do touro vai atrás da cabeça do Megazord e começa a atirar pela metralhadora e pelo disco, acabando com o inimigo.

- Gigazord Samurai: É a combinação entre todos os zords (menos o Tubarão e o Luz). No seu peito tem uma peça com o símbolo 全, que significa "Tudo" ou "Todos". Ainda possui a espada do Megazord Samurai. As garras do zord Tigre que ficam nas mãos podem ser usadas para atacar. Também pode se usar as garras do zord Garra para atacar o inimigo uma por vez. Seu ataque final pode ter dois nomes: "Symbol Power, Mega Strike" (sem o modo Shogun) ou "Shogun Ranger Fire. Symbol Power, Shogun Strike". O ataque consiste em canalizar o poder de todos os zords e energizar a mesma metralhadora do Megazord Touro para disparar um ataque de lasers tão poderoso que o único Nighlok que conseguiu pará-lo foi Serrator.
  - Gigazord Samurai (Sem o Zord Macaco): O zord Macaco pode sair da combinação para distrair o inimigo. A única diferença do Gigazord é que agora seu ataque final consiste em voar e cair girando rapidamente e atingir o inimigo com a espada, executando o "Corte Máximo Samurai".

- Gigazord Tubarão Samurai: É a combinação final da série incluindo todos os zords (menos o Luz). O zord Tubarão vira a nova espada e o Gigazord pode defender-se e atacar com ele. O ataque final, o "Corte Máximo Samurai" (executado pelo zord Tubarão), consiste em canalizar o poder de todos os zords no zord Tubarão e depois atingir o inimigo cortando-o ao meio. Essa combinação só foi usada para destruir Serrator.

## Aliados
- Ji é o mentor dos Rangers Samurais. Interpretado por Rene Naufahu.
- Spike Skullovitch é filho de Skull,vê no amigo de seu pai, Bulk, uma figura de tio. Interpretado por Felix Ryan.
- Farkas "Bulk" Bulkmeier é o mestre e "tio" de Spike. Interpretado por Paul Schrier.
- Lauren Shiba é a irmã mais velha de Jayden e assume a liderança desde o episódio "Fogo contra Fogo". Após seu irmão ser atingido pelos ataques dos nighloks, a situação dos rangers se agravou. Mas de surpresa, aparece uma Ranger Vermelha. Além de ter conhecido seus colegas, ela reconheceu seu próprio irmão, no qual, deixou temporariamente o seu legado a ela, mas deu seu legado de volta no penúltimo episódio. Interpretada por Kimberley Crossman.
- Eugene "Skull" Skullovitch é o amigo de Bulk que aparece somente no último episódio "Samurai para sempre", enquanto foi buscar seu filho Spike de carona. Ele agora virou um milionário, mas o que não mudou é que ele continua o mesmo ajudante tapado do Bulk. Interpretado por Jason Narvy.

## Vilões
- Mestre Xandred: O principal inimigo dos Rangers Samurais. Foi aprisionado no Mundo Inferior pelo pai de Jayden e Lauren (Antigo Ranger Vermelho), mas como o Selo não era definitivo, escapou ao longo do tempo, e retornou para atormentar a humanidade comandando seu exército em um navio. Se enfraqueceu em um duelo com Serrator na Terra, e passou um período se recuperando imerso no Rio Sanzu. Foi curado pelo poder que Dayu liberou quando quebrou seu Armônio. Sacrificou Dayu, e ficou imune ao Símbolo Selante. Foi derrotado com muita insistência pelos Rangers Samurais no fim da série.
- Serrator: Trapaçeiro e Mentiroso, chegou em Super Samurai. Foi o responsável por transformar Deker e Dayu em Nighloks. Aproximou-se do Mestre Xandred para tomar seu lugar, e se tornar o Mestre dos Dois Mundos. Seu Grande plano era Abrir uma Fenda no Mundo, para que a Água do Sanzu transbordasse. Para cumprir seu Plano, manipulou Deker, mas foi destruído pelo próprio Deker com um Golpe da Espada Uramassa. Após isso, torna-se gigante, mas é destruído pelo Gigazord Samurai.
- Octoroo: Aliado mais Leal de Xandred, no qual sempre preparava chás para seu mestre acalmar. Tem a aparência de uma Lula Gigante. Sempre cria feitiços e estratégias para deter os Rangers. Foi derrotado na Batalha Final, quando o Návio de Xandred tombou com ele dentro. Os personagens Mestre Xandred e Octoroo são interpretados por Jeff Szusterman.
- Dayu: Terceira no comando do exército de Xandred. Dayu era uma humana que se casou com Deker. Quando sua casa pegou fogo, clamou por sococrro e Serrator a Atendeu, "salvando" Deker. Em troca, os transformou em Nighloks. Dayu foi "acolhida" por Xandred, e ganhou do Mestre um Armônio para tocar músicas tristes e curar as Constantes dores de cabeça dele. Tem uma leve rivalidade com Mya, a Ranger Rosa. Na reta final da temporada, quebrou seu Armônio e liberou séculos de sofrimento, trazendo Xandred de volta á Terra. Pouco depois, o Vilão á matou, sugando seu lado humano, e transformando-a em um escudo contra o Simbolo Selante. Dayu não teve um Final Feliz. É interpretada por Kate Elliott.
- Deker: Um guerreiro misterioso e com intenções próprias. Deker era um humano que se casou com Dayu, e foi amaldiçoado por Serrator. Desde então, só pensa em vingança, e em um "Duelo" que o libertaria da maldição. Escolheu Jayden, o Ranger Vermelho para o Duelo, e persistiu durante toda a saga até que acontecesse. Antes de seu Duelo Final, matou Serrator, quando percebeu que o Trapaçeiro estava querendo usá-lo. Quando finalmente convenceu Jayden a duelar, estava quase matando o Ranger, mas foi Destruído por Kevin (Ranger Azul) com um Golpe certeiro. Sua morte trouxe a ele o fim da Maldição. Interpretado por Rick Medina (que foi Cole Evans, o Ranger Vermelho de Força Animal).
- Professor Cog: Robô inimigo dos Power Rangers RPM. Escapa por um vórtice no Tempo, e vai atrás do Mestre Xandred para formar uma Parceria. No trato, Cog pedia um pouco da água do Sanzu para envenenar Corinto (Cidade Cúpula dos Rangers RPM), e em troca, destruiria os Rangers Samurais com sua tecnologia avançada. Foi destruído pelos Rangers Samurais com a ajuda de Scott (Operador Ranger Série Vermelha). Retornou em Power Rangers Super Megaforce (Provavelmente Reconstruído ou Reprogramado).
- Moedores: Soldados Robôs do Império Venjix. Vieram a Terra junto com o Professor Cog, e criaram dificuldades para os Rangers Samurais, pois eram feitos de Metal, e as Espadas dos Rangers não podiam corta-los. Foram destruídos junto com Cog, quando os Samurais uniram forças com Scott.
- General Gut: Um dos Melhores Generais Nighloks que existem. Foi encarregado pelo Mestre Xandred para Liderar uma invasão de Moogers que atacariam a Terra junto com o Professor Cog. Foi derrotado pelos Rangers Samurais, Scott, e Jayden, usando a Espada Tubarão. Aparece apenas no filme "A Batalha dos Rangers Vermelhos".
- Soldados de Papiro: Soldados de Serrator. Eram invocados sempre que o Vilão estava em Desvantagem. Podiam se tornar Gigantes.
- Moogers: Soldados de Xandred, eles podem ficar gigantes também como os demais monstros. Alguns chegaram a possuir asas, como também, outros utilizaram trajes japoneses munidos com armas lasers e também, os gigantes carregadores de canhão como no episóio "Confiança" e o "Retorno do Mestre".
- Spitfangs: Também são soldados de Xandred, mas possuem bocas gigantes e cospem Fogo, com aparência de répteis. Também podem crescer em batalhas para enfrentar os Megazords.
- Nighloks:São monstros vindos do mar que enfrentam os rangers. Possuem formas de animais, plantas ou de partes do corpo humano e corpo composto por duas cores divididas. Podem se tornar gigantes por si próprios para enfrentar os Megazords.

## A Batalha dos Rangers Vermelhos: O Filme
Power Rangers Samurai: Clash of the Red Rangers, The Movie (título original) é um episódio especial onde os Rangers Samurai encontram com Ranger Operador Série Vermelho (da temporada RPM) e juntos lutam contra os Nighloks e os robôs. Este especial passou na quinta-feira, 22 de Março de 2012 na Nickelodeon. Leia mais no artigo principal.